# Labeobarbus natalensis
Labeobarbus natalensis är en fiskart som först beskrevs av Castelnau, 1861.  Labeobarbus natalensis ingår i släktet Labeobarbus och familjen karpfiskar. IUCN kategoriserar arten globalt som livskraftig. Inga underarter finns listade i Catalogue of Life.